# نادي فيروفياريو دا بيرا لكرة السلة
نادي فيروفياريو دا بيرا هو نادي كرة سلة موزمبيقي يقع في مدينة بيرا.تأسس النادي في عام 1924 وفاز بالدوري الموزمبيقي 4 مرات.